# Comitato internazionale di bioetica
Il Comitato internazionale di bioetica, (in inglese International Bioethics Committee od IBC) dell'UNESCO è un gruppo composto da 36 esperti indipendenti provenienti da diverse nazionalità e differenti discipline (principalmente medicina, genetica, legge e filosofia) che seguono i progressi delle scienze della vita e le sue applicazioni in modo da assicurare il rispetto per la dignità umana e i diritti umani. Essa fu creata nel 1993 da Federico Mayor Zaragoza, direttore generale dell'UNESCO. Ha svolto un ruolo importante nello sviluppo delle dichiarazioni, riguardo alle norme della bioetica che sono considerate come soft law, ma sono comunque determinanti per le deliberazioni, ad esempio, di comitati etici della ricerca (o Institutional Review Board) e politica sanitaria